# Jeu de tactique en temps réel
Le jeu de tactique en temps réel est un genre de jeu vidéo de stratégie dérivé des jeux de stratégie en temps réel. Alors que ces derniers sont traditionnellement définis par les termes « récolter, construire et détruire » et incluent des éléments de construction de base, de gestion des ressources et de recherche technologique, les jeux de tactique en temps réel mettent de côté ces aspects pour se concentrer uniquement sur les combats. Ainsi, si les jeux de stratégie en temps réel incluent des éléments de stratégie et de tactique, les jeux de tactique en temps réel se focalisent uniquement sur la tactique et nécessite généralement de remplir un objectif avec un nombre prédéfini d’unités. Ils se caractérisent généralement par des mécanismes de combats plus riches qui mettent notamment l’accent sur la formation et le positionnement des unités et sur la prise en compte des avantages liés au terrain.

## Définition
Le jeu de tactique en temps réel est un type de jeu de stratégie dérivé des jeux de stratégie en temps réel. Alors que ces derniers sont traditionnellement définis par les termes « récolter, construire et détruire » et incluent des éléments de construction de base, de gestion des ressources et de recherche technologique, les jeux de tactique en temps réel mettent de côté ces aspects pour se concentrer uniquement sur les combats,. Ainsi, si les jeux de stratégie en temps réel incluent des éléments de stratégie et de tactique, les jeux de tactique en temps réel se focalisent uniquement sur la tactique et nécessite généralement de remplir un objectif avec un nombre prédéfini d’unités,.  Ils se caractérisent généralement par des mécanismes de combats plus riches qui mettent notamment l’accent sur la formation et le positionnement des unités et sur la prise en compte des avantages liés au terrain. 

## Historique
Les jeux de tactique en temps réel trouvent leurs origines dans les années 1980 avec l’apparition des premiers wargames tactiques dont l’action se déroule en temps réel. C’est notamment le cas du wargame Legionnaire (1982) de Chris Crawford qui propose une simulation relativement simple et réaliste d’affrontements entre les Romains et les barbares à l’Antiquité. Si celui-ci ne rencontre à l’époque qu’un succès mitigé, son système de jeu préfigure un nouveau genre de jeu de stratégie, le jeu de tactique en temps réel, qui rencontre un premier succès avec le wargame The Ancient Art of War (1984) mais qui doit cependant attendre de plusieurs années avant d’être reconnu comme un genre à part entière. Si quelques jeux proposant un gameplay similaires sont publiés dans les années 1980, il faut attendre le début des années 1990 pour voir se développer les caractéristiques clés du genre avec des jeux comme BattleTech: The Crescent Hawk's Revenge  (1989) de Westwood Studios, Cannon Fodder (1993) de Sensible Software, Space Hulk (1993) d’Electronic Arts et Syndicate (1993) de Bullfrog Productions. Lorsque Strategic Simulations publie Warhammer : Dans l'ombre du rat cornu en 1995, le genre est ainsi déjà en grande partie codifié comme une variante plus rapide et plus fluide du jeu de tactique au tour par tour,. 
C’est cependant l’influence des jeux de stratégie en temps réel et le succès de Close Combat (1996) puis de Myth : Les Seigneurs damnés (1997) qui permet au jeu de tactique en temps réel de s’imposer comme un genre à part entière, dérivé des STR et destiné à un public plus interessé par les combats que par la gestion des ressources. Développé par Atomic Games et publié par Microsoft, le premier combine l’action des jeux de stratégie en temps réel avec le réalisme des wargames et marque le début d’une longue série de jeu vidéo, dont plusieurs connaissent un certain succès commercial. Le second, développé et publié par Bungie Studios, rencontre un immense succès d’abord grâce à son moteur 3D, mais aussi en réussissant à conserver l’aspect stratégique et l’excitation des combats en temps réel malgré l’absence de construction de base et de gestion des ressources. Il montre ainsi la manière dont un véritable moteur 3D peut améliorer l’aspect tactique d’un jeu de stratégie en temps réel en donnant au joueur le contrôle total sur la caméra pour lui permettre d’avoir un meilleur point de vue sur le champ de bataille. Il adapte de plus l’interface graphique standard du genre à son système de jeu centré sur la tactique, avec notamment l’ajout de la gestion des formations. Ces succès ouvrent la voie à de nombreux jeux de tactique en temps réel. La plupart, comme Blitzkrieg (2003), Codename: Panzers (2004), Soldiers: Heroes of World War II (2004) et Company of Heroes (2006), ont pour cadre la Seconde Guerre mondiale mais le genre s’ouvre également à la science-fiction avec des jeux comme MechCommander (1998), Star Trek: Starfleet Command (1999) ou Ground Control (2000),.
En 1998, le jeu Commandos : Derrière les lignes ennemies, publié par Eidos Interactive, propose une nouvelle approche au jeu de tactique en temps réel en mettant l’accent sur l’infiltration et l’utilisation optimale des compétences de chaque soldats plutôt que sur les combats. Son important succès commercial ouvre la voie à un nouveau type de jeu de tactique en temps réel qui inclut notamment les jeux Desperados : Wanted Dead or Alive (2001) d’Infogrames, Star Trek: Away Team (2001) d’Activision et les suites de Commandos dont Commandos 2: Men of Courage (2000) et Commandos 3 : Destination Berlin (2003).